# Budafok
Budafok egyike az 1950-ben, Nagy-Budapest létrehozásakor Budapesthez csatolt megyei városoknak, ma Budapest városrésze a XXII. kerületben. A fővároshoz csatolása előtt hozzá tartozott az 1950-ben a XI. kerülethez csatolt Kelenvölgy városrész is.
Budafok története a középkorba nyúlik vissza, városi rangja ehhez képest igen fiatal volt, 1926-ban alakult rendezett tanácsú várossá.

## Fekvése
Budapest déli részén a Duna jobb partján fekszik, a Tétényi-fennsíkon és a folyam közötti keskeny lapályon. Előbbi Budafokhoz tartozó legmagasabb pontja a 192 méter magas Kereszt-hegy (Óhegy), a Hittérítő út és a Portyázó út között. Utóbbihoz tartozik a Háros-sziget és Hunyadi-sziget is.
A mai városrész határai a Ringló út a Horogszegi határsortól, Méhész utca, a MÁV érdi vonala, Hosszúréti-patak, Duna folyam, Háros utca, Vöröskúti határsor, Horogszegi határsor a Ringló útig.

## Története

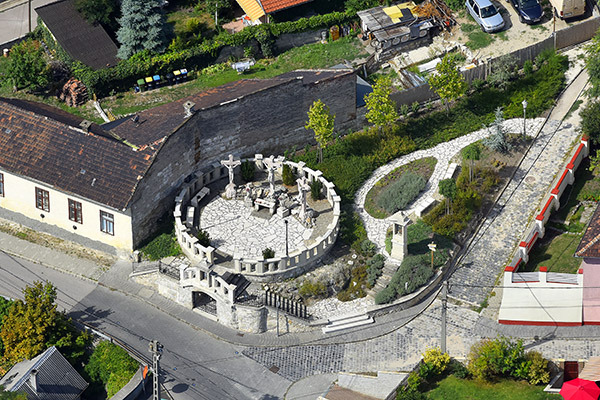
A Kálváriahegy utca és a Szikla utca sarkán álló kálvária légi felvételen

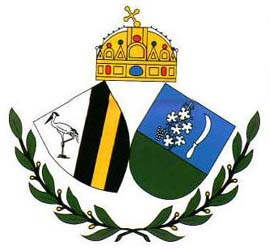
Budapest XXII. kerület címere, benne Budafok és Nagytétény címerével

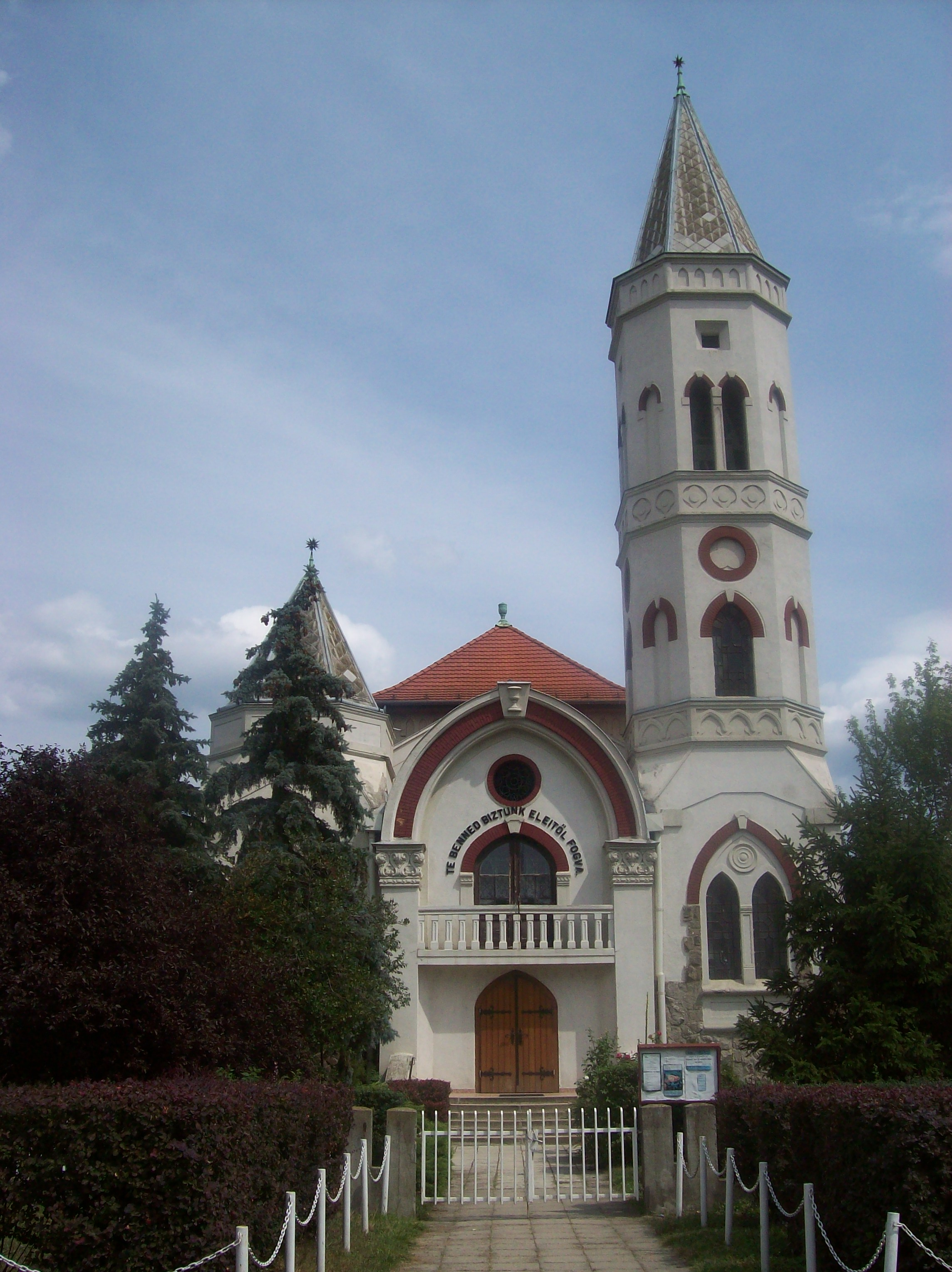
A református templom

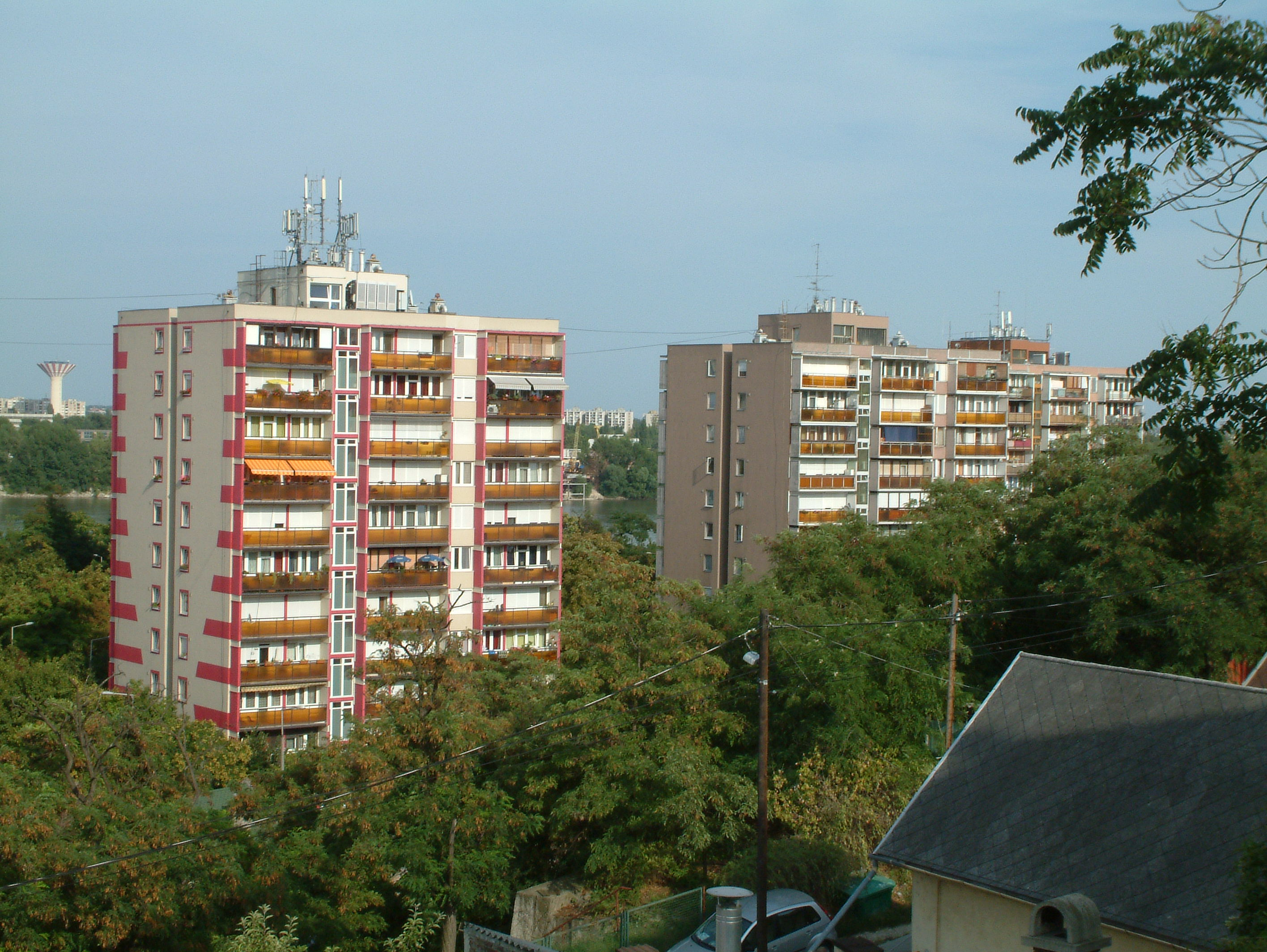
Budafok-Belváros 1976–1981 között épült lakótelepi házai (Háttérben a Csepeli víztorony)

Területén középkori falu állt, amely a török hódoltság idején elnéptelenedett. A 17. században, 1698-ban Savoyai Jenő herceg birtoka lett (a Csepel-szigeti uradalom szőlőhegyeként), Promontorium néven, amely utal a szőlővel betelepített hegyfokra. Önálló településként csak a herceg halála után, 1739-ben alakult meg Promontor zsellérközség a többségükben Csepelről átjött német szőlősgazdákból. Így német és szerb lakosai a Tétényi-fennsík lejtőin virágzó szőlőkultúrát hoztak létre, amely 1886-tól 1910 körülig, a filoxéra pusztításáig virágzott. A szőlőt más gyümölccsel (őszibarackkal) pótolták és az ipar, különösen az élelmiszeripar gyorsan fejlődött. Az addig Promontor nevet viselő nagyközség 1886-ban kapta a Budafok nevet. A közművek kiépítése a 19. század végén kezdődött. A kerület gazdaságában az élesztő- és pezsgőgyártás azóta is meghatározó szereppel bír. A fennsík kertvárosias negyedei alatt a római korban elkezdett kőbányászat tárnáiból maradt, a kőbányai pincerendszerhez hasonlóan kiterjedt borospince hálózat húzódik, amelyekben a filoxéra járvány óta többnyire gombákat termesztenek.
Budafok 1922-ig Pest-Pilis-Solt-Kiskun vármegye Biai járásához tartozott, előtte 1898-ig a Pilisi alsó járáshoz. 1922-ben átsorolták a Budapest székhelyű Központi járásba, majd 1926-ban rendezett tanácsú várossá alakult.
A fővároshoz csatolás igénye először 1909-ben merült fel Bárczy István és Harrer Ferenc Nagy-Budapestről szóló tanulmányában.
1950. január 1-jével – több főváros környéki településsel együtt – Budapesthez csatolták. Nagy része az akkor alakított XXII. kerület része lett, Kelenvölgyet és Tószöget pedig a XI. kerülethez csatolták. 1987-ben Budafok megkapta a „Szőlő és Bor Városa” kitüntető nemzetközi oklevelet.
Budafok vasúti megállóhely közelében, a Duna-parton működött a budafoki Kutyavilla vendéglő. Az 1960-as évektől csónakházak és horgásztanyák épültek az 1965-ben bezárt vendéglő körül. A lebontásukat követően 1992–1994 között épült ki a 6-os főút part mentén végighaladó bevezető szakasza, amelyet 1998-ban szélesítettek ki irányonként két forgalmi sávosra. A Hosszúréti-patak dunai torkolatától délre 2019-ben adták át a helyiek körében hamar kedveltté vált DunaFok Szabadidőparkot.

## Közlekedés

### Vasúti közlekedés
- Budafok keleti oldalán a Duna mentén a Budapest–Murakeresztúr-vasútvonal (30a) és a Budapest–Pécs-vasútvonal (40a) húzódnak.
A 30a vonal Budafok megállóhelye, a 40a vonal Budafok megállóhelye és Háros állomása helyezkedik el a városrész területén. Albertfalva állomás a városrész jelenlegi határain részben kívül esik. A 2010. decemberi menetrendváltáskor mindhárom állomás neve megváltozott (Budafok-Albertfalva helyett Albertfalva, Budafok-Belváros helyett Budafok, Budafok-Háros helyett Háros). További vasútvonal a csak teherszállításra használt Budafok-Háros – Budafok-Dunapart vonal, ami rövidsége ellenére nem iparvágányként van számon tartva, hanem önálló vasútvonalként. Ezen a vonalon található Magyarország legmeredekebb vasúti pályaszakasza.

### HÉV-közlekedés
- 1899. szeptember 20-án indult meg a HÉV-közlekedés Budapest-Szent Gellért tér és Budafok között, a Budapest-Budafoki Helyiérdekű Villamos Vasút gondozásában. A vonal a mai Bartók Béla út-Fehérvári út-villamos felüljáró-Leányka utca-Mária Terézia utca-Nagytétényi út útvonalon A József Attila utca magasságáig húzódott. 1907-ben a vonalat Nagytétényig hosszabbították, és az addig meglévő szakaszon lefektetik a második vágányt. 1914. január 19-én indult meg a forgalom a törökbálinti szárnyvonalon, Budafok rózsavölgyi részén át. 1942. december 26-án a vonalak belső végpontját a Horthy Miklós (ma: Móricz Zsigmond) körtérre helyezték át, az akkor átadott hurokvágányos állomásra. 1963. január 1-jétől a HÉV-vonatok helyett villamosok közlekednek mindkét vonalon; a törökbálinti vonal Budaörsig rövidült szakaszán 41-es, a nagytétényi vonalon 43-as számmal.[6] Utóbbi 1983-ban megszűnt.

## Gazdaság
- Főként nagy borospincéiről és a Törley-pezsgőgyárról nevezetes.
- Budafoki Zománcárugyár (Lampart)
- Budafoki Papírgyár
- Budafoki Villamossági Rt.
- Budafoki Élesztő- és Szeszgyár

## Nevezetességei
- Római katolikus plébániatemplom
- Református templom
- 1885-től Szekrényessy Kálmán első magyar úszónk szervezésében néhány esztendőn át került megrendezésre a Promontor-Budapest közötti úszóverseny.
- Törley-mauzóleum
- Pincelabirintusok, amelyek nagy részét az élelmiszeripar hasznosítja. A szakemberek „360 pincének” nevezik. Itt található a világ legnagyobb, használatban levő boroshordója.
- Barlanglakás-kiállítás
- Czuha-Durozier kastély
- Törley-kastély (Budapest)
- Sacelláry-kastély

## Nevezetes emberek
- Baticz Barnabás alkalmazott grafikus
- Brázay Kálmán gyáros, kereskedő
- Czermann Antal magyar publicista, politikus, miniszteri tanácsos, országgyűlési képviselő
- Demjén István, a budafoki református gyülekezet lelkipásztora
- Hollerung Gábor, a Budafoki Dohnányi Ernő Szimfonikus Zenekar ügyvezető zeneigazgatója
- Horváth Gábor (Land Lord) földmérő
- Keresztes Sándor politikus, nagykövet
- Keresztes K. Sándor építészmérnök, politikus, miniszter
- Keszthelyi Ferenc ciszterci szerzetes, megyés püspök
- Kolonics György kétszeres olimpiai és tizenötszörös világbajnok magyar kenus
- Lendvai Ildikó országgyűlési képviselő
- Mihalik József művészettörténész
- Mihalik Sándor helytörténész
- Németh Zoltán országgyűlési képviselő
- Savoyai Jenő német-római császári hadvezér
- Szekrényessy Endre (1805–1874), Pest városkapitánya (rendőrfőnöke), jogász, író, nyelvújító, septemvir, helyi földbirtokos
- Térey Pál 1948-as honvédtiszt, országgyűlési képviselő
- Tóth József pedagógus
- Törley József pezsgőgyáros
- Vén Emil festőművész
- Vilt Tibor szobrászművész
- Virágh Sándor, 1959-től 1962-ig a budafoki református gyülekezet lelkipásztora[7]

### Itt születtek
- Bánkuti István, a Vásárvárosok kupája döntős Újpesti Dózsa játékosa
- Bánkuti László labdarúgó, edző, az MTK csapatának tagja
- Bellovics Imre karnagy és zenetanár
- Csordás Lajos olimpiai bajnok labdarúgó, edző
- Déry Gabriella magyar opera-énekesnő (szoprán)
- Dudás János válogatott labdarúgó
- Gerdesits Ferenc magyar operaénekes (tenor)
- Kovács György szobrász, restaurátor
- Kovács László magyar festőművész
- Máthé Erzsi, a Nemzet Színésze, Kossuth-díjas és kétszeres Jászai Mari-díjas művész
- Menyhay Imre közgazdász, gazdaságszociológus
- Pécsi Márton (1923–2003) állami és Széchenyi-díjas földrajztudós, geomorfológus, térképész, az MTA tagja
- Schaár Erzsébet Munkácsy Mihály-díjas (1962), érdemes művész (1972) szobrász
- Zakariás József, az Aranycsapat kiemelkedő balfedezete
- Varga János (1926–1996) magyar agrármérnök, egyetemi tanár
- Varga Péter, a Varga Pincészet alapító tulajdonosa

### Itt hunytak el
- Bancsó Antal teológiai díszdoktor, teológiai tanár
- Entz Ferenc, az MTA levelező tagja
- Mihalik József művészettörténész, az MTA levelező tagja
- Térey Pál honvédtiszt
- Tóth József magyar királyi tanfelügyelő

## Rendezvények
- Budafoki Borfesztivál (minden év szeptemberében; ekkor szabadon bejárhatók a borospincék)